# Ulee Madon
Ulee Madon is een bestuurslaag in het regentschap Aceh Utara van de provincie Atjeh, Indonesië. Ulee Madon telt 1583 inwoners (volkstelling 2010).